# 다시 뜨거워지고 싶은 애로부부
《다시 뜨거워지고 싶은 애로부부》  는 대한민국의 채널A와 ENA에 방송하는 예능 성인 토크쇼 프로그램이다. 성인들의
실생활을 다루고 부부의 침대 토크도 같이한다.

## 기획 의도
뜨거운 '애로'는 사라지고 원수 같은 애로만 남은 부부들을 위한 앞담화 토크쇼 전문 프로그램이다.

## 방송 일정
| 방송 채널   | 방송 기간                         | 방송 시간                                       | 비고 |
| ----------- | --------------------------------- | ----------------------------------------------- | ---- |
| 채널A · SKY | 2020년 7월 27일 ~ 2020년 9월 28일 | 매주 월요일 밤 10시 ~ 11시 30분                 |      |
| 채널A · SKY | 2020년 10월 5일 ~ 2021년 4월 26일 | 매주 월요일 밤 10시 ~ 11시 40분                 |      |
| 채널A · SKY | 2021년 5월 3일 ~ 2021년 10월 25일 | 매주 월요일 밤 10시 30분 ~ 화요일 새벽 0시 10분 |      |
| 채널A · SKY | 2021년 11월 6일 ~ 2022년 6월 4일  | 매주 토요일 밤 11시 ~ 12시 30분                 |      |

### 추가 편성 채널
- 채널A플러스
- ENA
- skyUHD
- E채널
- iHQ DRAMA
- 드라마큐브
- 채널 나우
- FUN TV

## 출연진

### 고정 출연자
- 최화정
- 홍진경
- 양재진
- 장영란
- 송진우

### 하차 출연진
- 이상아
- 이용진
- 안선영

### 스페셜 MC
- 함소원 - 10회
- 나르샤 - 12회
- 김영옥 - 16회
- 서동주 - 21회~27회
- 남성태 - 22회
- 낸시 랭 - 23회
- 배윤정 - 24회
- 정가은 - 26회
- 현영 - 27회
- 우혜림 - 30회

## 에피소드 목록

### 2020년
| 회차 | 방송일    | 코너                      | 코너            |
| 회차 | 방송일    | 애로 드라마               | '속터뷰' 게스트 |
| ---- | --------- | ------------------------- | --------------- |
| 1회  | 7월 27일  | 그 여자의 흔적            | 여윤정 & 홍가람 |
| 2회  | 8월 3일   | 옆집 여자                 | 조현민 & 최설아 |
| 3회  | 8월 10일  | 내 남자의 여자            | 이미리 & 김영성 |
| 4회  | 8월 17일  | 기묘한 동거               | 라윤경 & 김시명 |
| 5회  | 8월 24일  | 누난 너무 예뻐            | 하유비 & 김동헌 |
| 6회  | 8월 31일  | 밥 잘해주는 여자          | 조지환 & 박혜민 |
| 7회  | 9월 7일   | 들꽃 같은 여자            | 최영완 & 손남목 |
| 8회  | 9월 14일  | 내 남편의 모든 것         | 최현호 & 홍레나 |
| 9회  | 9월 21일  | 과거를 묻지 마세요        | 허윤아 & 이남용 |
| 10회 | 9월 28일  | 전처의 올가미             | 김도우 & 김혜진 |
| 11회 | 10월 5일  | 팔자를 훔친 여자          | 이광섭 & 이송이 |
| 12회 | 10월 12일 | 비밀 친구                 | 김진혁 & 오승연 |
| 13회 | 10월 26일 | 주말의 여왕               | 홍승범 & 권영경 |
| 14회 | 11월 2일  | '씨'집살이                | 백승일 & 홍주   |
| 15회 | 11월 9일  | 위장 부부                 | 김창준 & 차수은 |
| 16회 | 11월 16일 | 거머리가 사는법           | 김성규 & 허신애 |
| 17회 | 11월 23일 | 이상한 나라의 사모님      | 김완기 & 민경선 |
| 18회 | 11월 30일 | 자매에게 무슨 일이 있었나 | 추천 & 주은실   |
| 19회 | 12월 7일  | 소문난 여자               | 이정규 & 박지현 |
| 20회 | 12월 14일 | 위대한 유혹               | 조엘라 & 원성준 |
| 21회 | 12월 21일 | 이모들의 사생활           | 최경환 & 박여원 |
| 22회 | 12월 28일 | 하늘이 보내준 사람        | 김종열 & 옥주연 |

### 2021년
| 회차 | 방송일    | 코너                                             | 코너                         |
| 회차 | 방송일    | 애로 드라마                                      | '속터뷰' 게스트              |
| ---- | --------- | ------------------------------------------------ | ---------------------------- |
| 23회 | 1월 4일   | 사다리 타는 남편                                 |                              |
| 24회 | 1월 11일  | 나의 키다리 아저씨                               | 이가형 & 권윤미              |
| 25회 | 1월 18일  | 아내의 방                                        | 권혁모 & 박성희              |
| 26회 | 1월 25일  | 결혼 전부터 아내의 심기를 거슬렀던 남편의 여사친 |                              |
| 27회 | 2월 1일   | 욕망의 펜트하우스                                | 박철민 & 유경진              |
| 28회 | 2월 8일   | 부부의 비밀, 너라는 지옥                         | 박철민 & 유경진              |
| 29회 | 2월 15일  | 돌아온 아비규환                                  | 한영훈 & 최순민(달리는 마더) |
| 30회 | 2월 22일  | 감쪽같은 그놈                                    | 최광남 & 이소담              |
| 31회 | 3월 1일   | 반반한 남편                                      | 김경진 & 전수민              |
| 32회 | 3월 8일   | 백마탄 왕자의 비밀                               | 김태린 & 박용한              |
| 33회 | 3월 15일  | 남편에게 사랑하는 사람이 생겼습니다              | 김혜선 & 스테판 지겔         |
| 34회 | 3월 22일  | 누난 내 여봉                                     | 김경미 & 김현기              |
| 35회 | 3월 29일  | 결혼은 미친 짓이다                               |                              |
| 36회 | 4월 5일   | 당신은 모르실거야                                |                              |
| 37회 | 4월 12일  | 그 남자의 거미줄                                 |                              |
| 38회 | 4월 19일  | 우리 남편이 달라졌어요                           |                              |
| 39회 | 4월 26일  | 아내의 유혹                                      | 김재도 & 백슬아              |
| 40회 | 5월 3일   | 거기까지만                                       |                              |
| 41회 | 5월 10일  | 내 남자의 위험한 접촉                            |                              |
| 42회 | 5월 17일  | 별주부전                                         |                              |
| 43회 | 5월 24일  | 돈의 맛                                          |                              |
| 44회 | 5월 31일  | 오 마이 갑                                       |                              |
| 45회 | 6월 7일   | 아빠 힘내세요                                    |                              |
| 46회 | 6월 14일  | 정 때문에                                        |                              |
| 47회 | 6월 21일  | 설계자들                                         |                              |
| 48회 | 6월 28일  | 널 너무 모르고                                   |                              |
| 49회 | 7월 5일   | 남편의 덫                                        |                              |
| 50회 | 7월 12일  | 1미터의 여자                                     | 권지환 & 김소영              |
| 51회 | 7월 19일  | 역전의 여왕                                      |                              |
| 52회 | 7월 26일  | 나는 짐승과 결혼했다                             |                              |
| 53회 | 8월 2일   | 전설의 고향                                      |                              |
| 54회 | 8월 9일   | 필리핀에서 생긴 일                               |                              |
| 55회 | 8월 16일  | 부자의 맛                                        |                              |
| 56회 | 8월 23일  | 기생중                                           |                              |
| 57회 | 8월 30일  | 날 닮은 너                                       |                              |
| 58회 | 9월 6일   | 날 닮은 너                                       |                              |
| 59회 | 9월 13일  | 밤이면 밤마다                                    |                              |
| 60회 | 9월 20일  | 죽이고 싶은 사랑                                 |                              |
| 61회 | 9월 27일  | 형제의 여자들                                    |                              |
| 62회 | 10월 4일  | 첩첩산중                                         | 오승준 & 최인경              |
| 63회 | 10월 11일 | 남자의 세계                                      | 길해정 & 박단비              |
| 64회 | 10월 18일 | 중독된 남자                                      | 황유찬 & 박혜진              |
| 65회 | 10월 25일 | 초고층 스캔들                                    | 원종윤 & 신경선              |
| 66회 | 11월 6일  | 위대한 유산                                      | 박일준 & 임경애              |
| 67회 | 11월 13일 | 내 남편을 폭로합니다                             | 임아솔 & 박현성              |
| 68회 | 11월 20일 | 금단의 로맨스                                    | 김태진 & 정은정              |
| 69회 | 11월 27일 | 강남 엄마                                        |                              |
| 70회 | 12월 4일  | 교포랑 결혼했어요                                |                              |
| 71회 | 12월 11일 | 의리의리한 여자들                                |                              |
| 72회 | 12월 18일 | 상위 1%의 여자                                   |                              |
| 73회 | 12월 25일 | 남편의 여자                                      |                              |

### 2022년
| 회차 | 방송일   | 코너                        | 코너            |
| 회차 | 방송일   | 애로 드라마                 | '속터뷰' 게스트 |
| ---- | -------- | --------------------------- | --------------- |
| 74회 | 1월 1일  | 순결한 진실                 |                 |
| 75회 | 1월 8일  | 검은 집                     |                 |
| 76회 | 1월 15일 | 님아, 그 빵을 먹지 마오     |                 |
| 77회 | 1월 22일 | 소문난 동맹                 |                 |
| 78회 | 1월 29일 | 더 하우스                   |                 |
| 79회 | 2월 5일  | 어머님! 제가 모실게요       |                 |
| 80회 | 2월 12일 | 어느 여가수 A의 고백        |                 |
| 81회 | 2월 19일 | 아내의 여배우               |                 |
| 82회 | 2월 26일 | 아내는 슈퍼우먼             |                 |
| 83회 | 3월 5일  | 잘되는 가게에는 이유가 있다 |                 |
| 84회 | 3월 12일 | 저주 받은 결혼              |                 |
| 85회 | 3월 19일 | 골 때리는 남자              |                 |
| 86회 | 3월 26일 | 기러기 아빠                 |                 |
| 87회 | 4월 2일  | 72시간의 지옥               |                 |
| 88회 | 4월 9일  | 주홍글씨                    |                 |
| 89회 | 4월 16일 | 재수 없는 남자              |                 |
| 90회 | 4월 23일 | 내겐 너무 예쁜 그녀         |                 |
| 91회 | 4월 30일 | 나쁜 씨                     |                 |
| 92회 | 5월 7일  | 최고의 이혼                 |                 |
| 93회 | 5월 14일 | 완벽한 패인                 |                 |
| 94회 | 5월 21일 | 욕먹는 여자                 |                 |
| 95회 | 5월 28일 | 배드 파더를 공개 수배합니다 |                 |
| 96회 | 6월 4일  | 나는 야구선수와 결혼했다    |                 |

## 참고 사항
- 본 프로그램은 현행 청소년 보호법 제9조 및 제13조 1항 7호, 방송심의에 관한 규정 제45조의2 및 제66조에 의거하여 19세 이상 시청가 등급(주제, 선정성, 언어 사용, 모방 위험 우려 등)으로 심야 시간대에 고정 편성하고 있으므로, 현행법상, 청소년 시청 보호 시간대에 방영할 수 없다.[3][4]
- 일부 방송사에서는 15세 이상 시청가로 편성되는 채널도 물론 존재한다.[출처 필요]

## 같이 보기
- 에로
- 청소년 접근 제한